# Präsident der Republik Tadschikistan
Der Präsident der Republik Tadschikistan ist das Staatsoberhaupt der Republik Tadschikistan. Artikel 64 der tadschikischen Verfassung definiert den Präsidenten als Staatsoberhaupt und soll damit das Funktionieren der Staatsmacht sichern. Artikel 69 definiert Rechte und Pflichten des Präsidenten.

## Liste der Präsidenten
- Rahmon Nabijew (1991–1992)
- Emomalij Rahmon (seit 1994)